# Dimla
Dimla (en bengali : ডিমলা) est une upazila du Bangladesh dans le district de Nilphamari. En 1991, on y dénombrait 187 696 habitants.